# Аризема зияющая
Аризе́ма зия́ющая, аризема раскрытая, аризема открытая (лат. Arisaéma ringens) — многолетнее травянистое клубневое растение, вид рода Аризема (Arisaema) семейства Ароидные (Araceae).

## Ботаническое описание

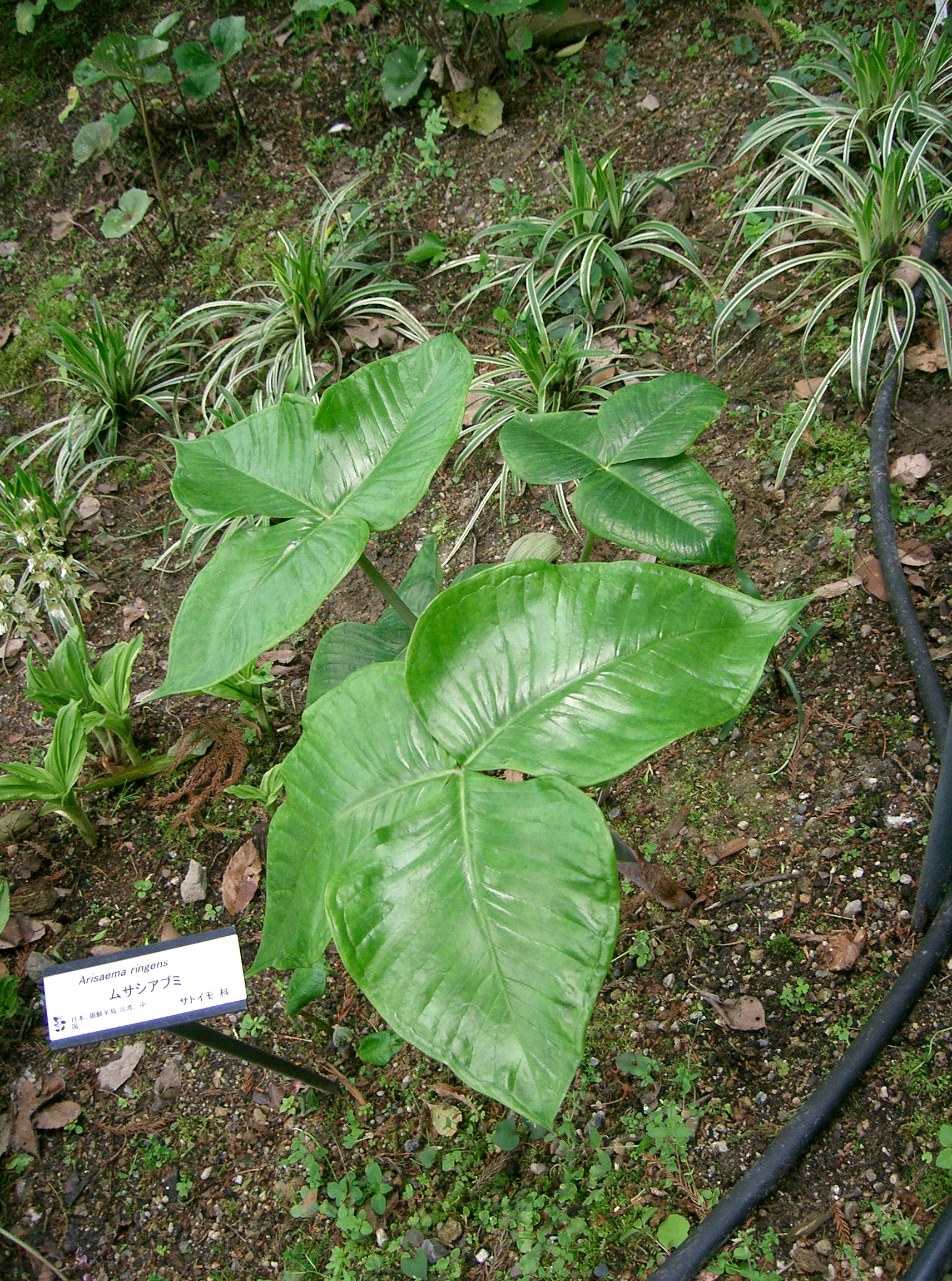
Листья, Осака, Япония

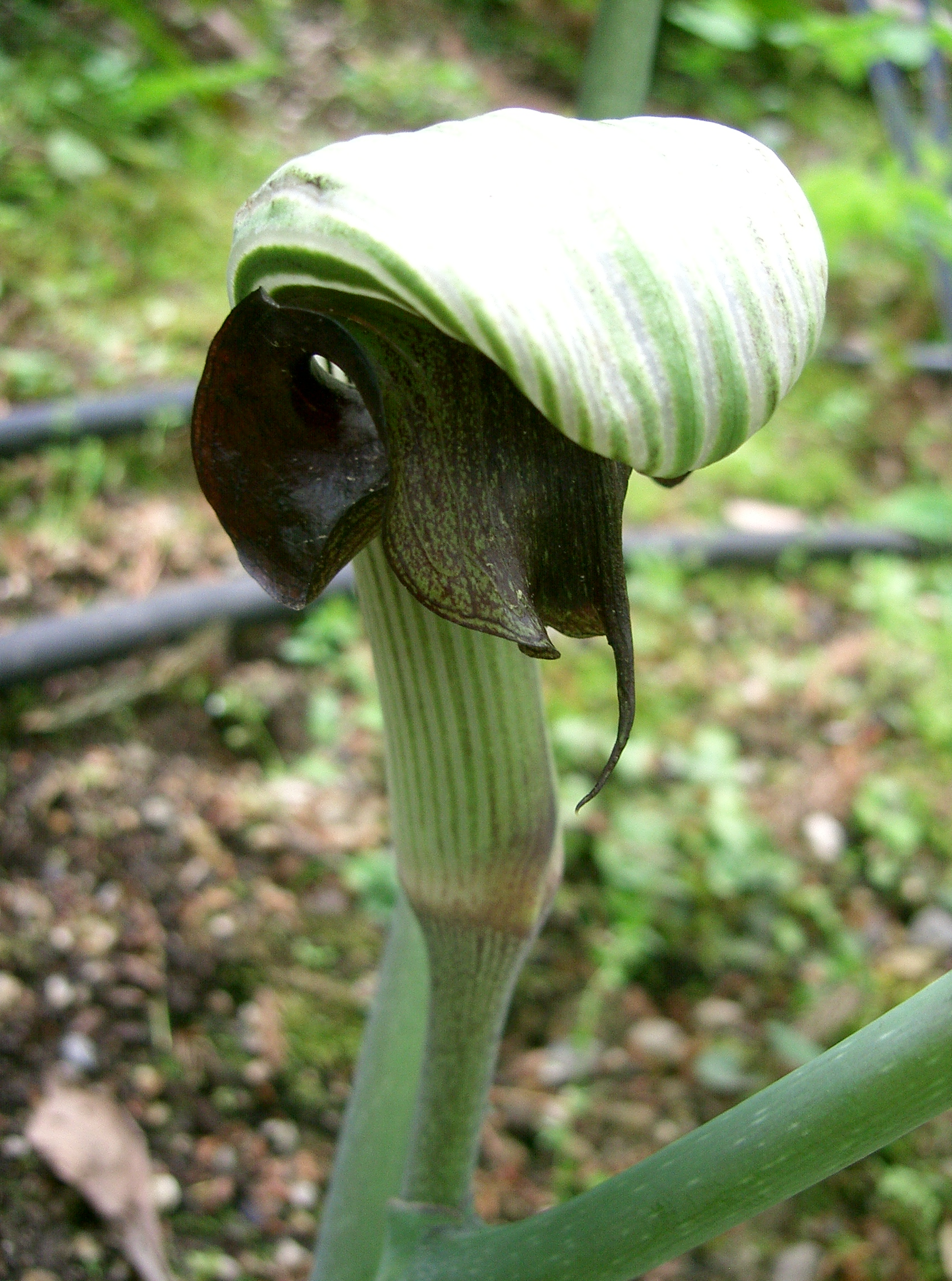
Соцветие, Осака, Япония

Клубневые многолетние раздельнополые травянистые растения.
Клубень сжато-шаровидный, 2—5 см в диаметре.

### Листья
Катафиллы от зеленоватых до пурпуровых.
Листьев два. Черешки зеленоватые, без пятен, 15—35 см длиной, на 1⁄3 вложенные во влагалища, в основании формирующие ложный стебель. Листовая пластинка состоит из трёх листочков; листочки сидячие, сизые снизу и зелёные сверху, цельнокраные, длиннозаострённые на вершине; центральный листочек от овально-ланцетовидного до ромбовидно-эллиптического, 16—22 см длиной, более 10 см шириной, клиновидный в основании; боковые листочки косоовальные, 15—18 см длиной, 10—13 см шириной, с нитевидно-хвостатой вершиной до 2 см длиной.

### Соцветия и цветки
Цветоножка зеленоватая, без пятен, короче черешков, до 25 см длиной. Покрывало снаружи от желтовато-зелёного до зелёного; трубка снаружи от желтовато-зелёной до зелёной, внутри пурпурово-красная с белыми или бледно-желтовато-зелёными полосками, цилиндрическая, постепенно расширяющяяся к ухообразной горловине, 3—3,5 см длиной и 1—2 см шириной; пластинка покрывала вогнутая и загнутая, вершина с мешкообразным хвостовидным образованием.
Початок однополый. Женская зона коническая, около 1,8 см длиной и 1,2 см шириной; завязь зеленоватая, овальная; рыльце полусидячее, опушённое; мужская зона цилиндрическая, около 1,5 см длиной и 8 мм в диаметре; синандрий полусидячий, состоит из двух или трёх пыльников; теки шаровидные, вскрываются верхушечными порами. Придаток вертикальный, белый, узкоконический, 2—6 см длиной, 5—10 мм шириной, усечённый и на ножке в основании, тупой на вершине. Цветёт в апреле.
Соплодие вертикальное.
Число хромосом 2n=28.

## Распространение
Встречается на равнинах в Восточном Китае (Цзянсу, Чжэцзян), Южной Корее и от Центральной Японии (включая Рюкю) до Тайваня.